# Le Cordon Bleu

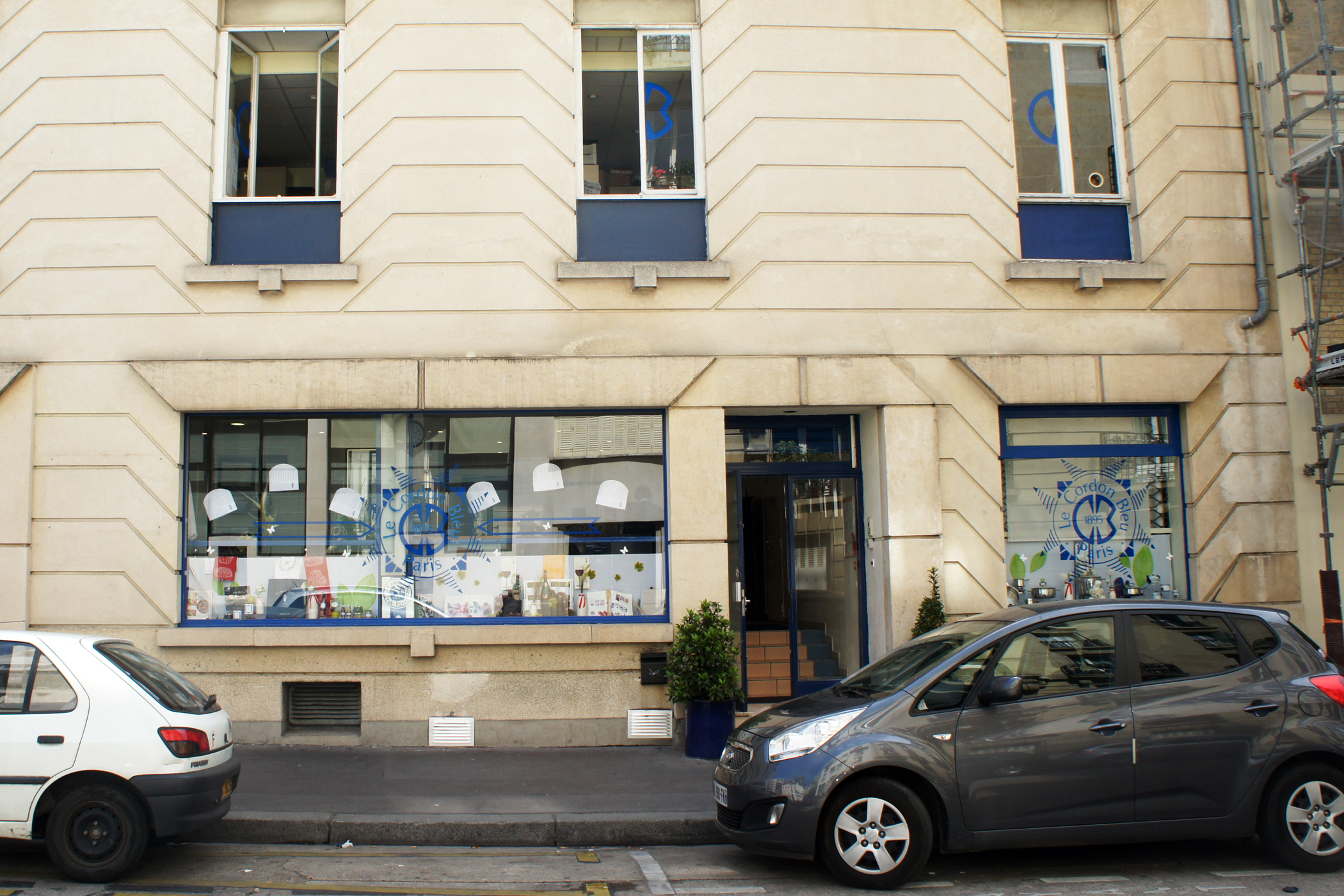
Le Cordon Bleu school in Parijs

De École Le Cordon Bleu (LCB) is een Franse gastronomische opleiding met vestigingen in een aantal andere landen. Sinds 1984 is ze eigendom van André Cointreau.

## Eerste jaren
In 1895 verscheen in Frankrijk het kookschrift "La cuisinière Cordon Bleu" van de journalist Martha Distel. Zij noemde haar weekblaadje naar de leden van de Orde van de Heilige Geest. Deze ridders behoorden in de 17e en 18e eeuw tot de allerhoogste adel rond de koning en droegen het ridderkruis aan een blauw lint dat over de schouder hing. Tijdens hun bijeenkomsten lieten ze zich door de Parijse topkoks de meest verfijnde gerechten voorschotelen. In 1827 was er al een kookboek verschenen onder de naam "Le Cordon bleu, ou Nouvelle cuisinière bourgeoise", dat vijftig jaar lang werd herdrukt. Zo was "cordon bleu" steeds meer een aanduiding geworden van Franse topkoks in het algemeen.
Distel beoogde om in het republikeinse Frankrijk het culinaire eten en weten in brede kring te verspreiden. In december 1895 kondigde ze voor haar abonnees een cursus praktisch koken aan onder toezicht van de topkok Charles Driessens. De lessen begonnen op 14 januari 1896 in de keukens van het Palais-Royal, het voormalig koninklijk paleis, waarvan er een werd toegerust met een gloednieuwe vinding: een elektrisch fornuis. In september 1896 werd een tweede cursus aangekondigd: de klassieke Franse keuken. De cursussen kregen een permanent karakter, en Driessens werd de vaste cursusleider. 
Dertig jaar lang was de topkok Henri-Paul Pellaprat verbonden aan de school. Zelf had hij het vak geleerd bij Frankrijks beroemdste gastronoom Auguste Escoffier. In zijn jaren bij Le Cordon Bleu schreef hij zijn standaardwerken L'Art Culinaire en La Cuisine Familiale et Pratique. Deze boeken vonden in vertalingen hun weg over de wereld en hielpen de reputatie van Le Cordon Bleu verder te vestigen.
Marthe Distel liet bij haar overlijden eind jaren 30 de school na aan een weeshuis. Daar wist men niet goed raad met de erfenis, en mede door de Duitse bezetting raakte Le Cordon Bleu in de versukkeling. Na de bevrijding kocht Elizabeth Brassart de school. Zij vond een nieuw onderkomen in het 15e arrondissement, nabij Montparnasse. 

## Internationaal
Vanaf het begin trok Le Cordon Bleu leerlingen van over de wereld. Al in 1896 was er een Rus en in 1907 een Japanner. Na de Tweede Wereldoorlog volgde Julia Child er cursussen terwijl haar echtgenoot als diplomaat in Parijs was gestationeerd. Terug in de Verenigde Staten verbreidde ze daar de Franse kookkunst door het schrijven van boeken en vooral door het geven van kooklessen op de televisie. Later kwam de Amerikaanse zakenman Richard Grausman naar Parijs, waar hij in 1967 het "grand diplôme" behaalde. Madame Brassart benoemde hem tot "eerste ambassadeur" van haar instituut, dat hij tot 1985 in de Verenigde Staten bleef promoten.
In 1933 opende Pellaprats Engelse leerling Rosemary Hume in Victoria, Londen, een kookschool onder de naam L'Ecole du Petit Cordon Bleu. Na de oorlog werd deze school verplaatst naar Marleybone Lane. In 1953 mocht ze de lunch verzorgen bij de kroning van koningin Elizabeth II.

### Locaties
Le Cordon Bleu heeft kookscholen in onder andere Adelaide, Kobe, Londen, Melbourne, Ottawa, Parijs, Korea, Sydney en Tokio.

## Cointreau
In 1984 verkocht Brassart de school aan André Cointreau, lid van de familie die het cognacmerk Rémi Martin en de likeurstokerij Cointreau bezit. Onder zijn directie groeide de opleiding uit tot een hogere hotelschool met een breed lespakket. Op 1 februari 1988 opende de minister van financiën het huidige gebouw aan de Rue Léon Delhomme. Deze straat ligt op de linkeroever van de Seine in de buurt van de Eiffeltoren. In veel andere wereldsteden kwamen door Cointreau zelf geopende vestigingen, zoals Canada, Japan, Australië, Peru, Korea, Libanon en Mexico.

## Varia
- In de speelfilm Sabrina van Billy Wilder gaat hoofdrolspeler Audrey Hepburn naar Parijs om aan Le Cordon Bleu kooklessen te volgen.
- De film Julie and Julia met in de hoofdrol Meryl Streep gaat over Julia Childs periode op Le Cordon Bleu en haar tv-programma in de VS over de Franse keuken.
- Gastón Acurio studeerde aan Le Cordon Bleu. Hij behoort begin 21e eeuw tot een van de meest gerenommeerde koks van Latijns-Amerika. Ook de van oorsprong Israëlische kookschrijver Yotam Ottolenghi werd opgeleid op de Londense locatie van Le Cordon  bleu.
- In de speelfilm The Man with the Golden Gun speelt het personage Nick Nack de persoonlijke cordon bleu van de slechterik 'Scaramanga' Christopher Lee.